# Lijst van voetbalinterlands Argentinië - Brazilië
Deze lijst van voetbalinterlands is een overzicht van alle officiële voetbalwedstrijden tussen de nationale teams van Argentinië en Brazilië. De Zuid-Amerikaanse buurlanden hebben tot op heden 111 keer tegen elkaar gespeeld. De eerste wedstrijd, een vriendschappelijke ontmoeting, was op 20 september 1914 in Buenos Aires. De laatste confrontatie, een kwalificatiewedstrijd voor het Wereldkampioenschap voetbal 2026, werd gespeeld op 25 maart 2025 in de Argentijnse hoofdstad.
Tussen 1914 en 1976 werd tussen beide landen op onregelmatige basis om de Copa Roca gespeeld. Vanaf 2011 werden enkele vriendschappelijke ontmoetingen aangeduid als de Superclásico de las Américas. In 2011 en 2012 ging dat over twee duels en deden enkel spelers uit de nationale competities mee. Hierna werd de wedstrijd in 2014 en 2017 gespeeld in China en Australië zonder beperking aan de selecties. Brazilië won de Superclásico de las Américas in 2011, 2012 en 2014 en Argentinië in 2017.

## Wedstrijden
| №   | Plaats            | Datum             | Competitie                        | Wedstrijd             | Uitslag |
| --- | ----------------- | ----------------- | --------------------------------- | --------------------- | ------- |
| 1   | Buenos Aires      | 20 september 1914 | Vriendschappelijk                 | Argentinië − Brazilië | 3 − 0   |
| 2   | Buenos Aires      | 27 september 1914 | Vriendschappelijk                 | Argentinië − Brazilië | 0 − 1   |
| 3   | Buenos Aires      | 10 juli 1916      | Copa América 1916                 | Argentinië − Brazilië | 1 − 1   |
| 4   | Montevideo        | 3 oktober 1917    | Copa América 1917                 | Argentinië − Brazilië | 4 − 2   |
| 5   | Rio de Janeiro    | 18 mei 1919       | Copa América 1919                 | Brazilië – Argentinië | 3 − 1   |
| 6   | Rio de Janeiro    | 1 juni 1919       | Vriendschappelijk                 | Brazilië − Argentinië | 3 − 3   |
| 7   | Viña del Mar      | 25 september 1920 | Copa América 1920                 | Argentinië − Brazilië | 2 − 0   |
| 8   | Buenos Aires      | 12 oktober 1920   | Vriendschappelijk                 | Argentinië − Brazilië | 3 − 0   |
| 9   | Buenos Aires      | 2 oktober 1921    | Copa América 1921                 | Argentinië − Brazilië | 3 − 0   |
| 10  | Rio de Janeiro    | 15 oktober 1922   | Copa América 1922                 | Brazilië − Argentinië | 2 − 0   |
| 11  | Montevideo        | 18 november 1923  | Copa América 1923                 | Argentinië − Brazilië | 2 − 1   |
| 12  | Buenos Aires      | 2 december 1923   | Vriendschappelijk                 | Argentinië − Brazilië | 0 − 2   |
| 13  | Buenos Aires      | 9 december 1923   | Vriendschappelijk                 | Argentinië − Brazilië | 2 − 0   |
| 14  | Buenos Aires      | 13 december 1925  | Copa América 1925                 | Argentinië − Brazilië | 4 − 1   |
| 15  | Buenos Aires      | 25 december 1925  | Copa América 1925                 | Argentinië − Brazilië | 2 − 2   |
| 16  | Buenos Aires      | 30 januari 1937   | Copa América 1937                 | Argentinië − Brazilië | 1 − 0   |
| 17  | Buenos Aires      | 1 februari 1937   | Copa América 1937                 | Argentinië − Brazilië | 2 − 0   |
| 18  | Rio de Janeiro    | 15 januari 1939   | Vriendschappelijk                 | Brazilië − Argentinië | 1 − 5   |
| 19  | Rio de Janeiro    | 22 januari 1939   | Vriendschappelijk                 | Brazilië − Argentinië | 3 − 2   |
| 20  | São Paulo         | 18 februari 1940  | Vriendschappelijk                 | Brazilië − Argentinië | 2 − 2   |
| 21  | São Paulo         | 25 februari 1940  | Vriendschappelijk                 | Brazilië − Argentinië | 0 − 3   |
| 22  | Buenos Aires      | 5 maart 1940      | Vriendschappelijk                 | Argentinië − Brazilië | 6 − 1   |
| 23  | Buenos Aires      | 10 maart 1940     | Vriendschappelijk                 | Argentinië − Brazilië | 2 − 3   |
| 24  | Avellaneda        | 17 maart 1940     | Vriendschappelijk                 | Argentinië − Brazilië | 5 − 1   |
| 25  | Montevideo        | 17 januari 1942   | Copa América 1942                 | Argentinië − Brazilië | 2 − 1   |
| 26  | Santiago          | 15 februari 1945  | Copa América 1945                 | Argentinië − Brazilië | 3 − 1   |
| 27  | São Paulo         | 16 december 1945  | Vriendschappelijk                 | Brazilië − Argentinië | 3 − 4   |
| 28  | Rio de Janeiro    | 20 december 1945  | Vriendschappelijk                 | Brazilië − Argentinië | 6 − 2   |
| 29  | Rio de Janeiro    | 23 december 1945  | Vriendschappelijk                 | Brazilië − Argentinië | 3 − 1   |
| 30  | Buenos Aires      | 10 februari 1946  | Copa América 1946                 | Argentinië − Brazilië | 2 − 0   |
| 31  | Montevideo        | 5 februari 1956   | Copa América 1956                 | Brazilië − Argentinië | 1 − 0   |
| 32  | Mexico-Stad       | 18 maart 1956     | Pan-Amerikaans kampioenschap 1956 | Argentinië − Brazilië | 2 − 2   |
| 33  | Avellaneda        | 8 juli 1956       | Vriendschappelijk                 | Argentinië − Brazilië | 0 − 0   |
| 34  | Rio de Janeiro    | 5 december 1956   | Vriendschappelijk                 | Brazilië − Argentinië | 1 − 2   |
| 35  | Lima              | 3 april 1957      | Vriendschappelijk                 | Argentinië − Brazilië | 3 − 0   |
| 36  | Rio de Janeiro    | 7 juli 1957       | Vriendschappelijk                 | Brazilië − Argentinië | 1 − 2   |
| 37  | São Paulo         | 10 juli 1957      | Vriendschappelijk                 | Brazilië − Argentinië | 2 − 0   |
| 38  | Buenos Aires      | 4 april 1959      | Copa América 1959                 | Argentinië − Brazilië | 1 − 1   |
| 39  | Guayaquil         | 22 december 1959  | Copa América 1959                 | Argentinië − Brazilië | 4 − 1   |
| 40  | San José          | 13 maart 1960     | Pan-Amerikaans kampioenschap 1960 | Argentinië − Brazilië | 2 − 1   |
| 41  | San José          | 20 maart 1960     | Pan-Amerikaans kampioenschap 1960 | Brazilië − Argentinië | 1 − 0   |
| 42  | Buenos Aires      | 26 mei 1960       | Vriendschappelijk                 | Argentinië − Brazilië | 4 − 2   |
| 43  | Buenos Aires      | 29 mei 1960       | Vriendschappelijk                 | Argentinië − Brazilië | 1 − 4   |
| 44  | Rio de Janeiro    | 12 juli 1960      | Vriendschappelijk                 | Brazilië − Argentinië | 5 − 1   |
| 45  | La Paz            | 24 maart 1963     | Copa América 1963                 | Argentinië − Brazilië | 3 − 0   |
| 46  | São Paulo         | 13 april 1963     | Vriendschappelijk                 | Brazilië − Argentinië | 2 − 3   |
| 47  | Rio de Janeiro    | 19 april 1963     | Vriendschappelijk                 | Brazilië − Argentinië | 5 − 2   |
| 48  | São Paulo         | 3 juni 1964       | Vriendschappelijk                 | Brazilië − Argentinië | 0 − 3   |
| 49  | Rio de Janeiro    | 9 juni 1965       | Vriendschappelijk                 | Brazilië − Argentinië | 0 − 0   |
| 50  | Rio de Janeiro    | 7 augustus 1968   | Vriendschappelijk                 | Brazilië − Argentinië | 4 − 1   |
| 51  | Belo Horizonte    | 11 augustus 1968  | Vriendschappelijk                 | Brazilië − Argentinië | 3 − 2   |
| 52  | Porto Alegre      | 4 maart 1970      | Vriendschappelijk                 | Brazilië − Argentinië | 0 − 2   |
| 53  | Rio de Janeiro    | 8 maart 1970      | Vriendschappelijk                 | Brazilië − Argentinië | 2 − 1   |
| 54  | Buenos Aires      | 28 juli 1971      | Vriendschappelijk                 | Argentinië − Brazilië | 1 − 1   |
| 55  | Buenos Aires      | 31 juli 1971      | Vriendschappelijk                 | Argentinië − Brazilië | 2 − 2   |
| 56  | Hannover          | 30 juni 1974      | WK 1974                           | Brazilië − Argentinië | 2 − 1   |
| 57  | Belo Horizonte    | 6 augustus 1975   | Copa América 1975                 | Brazilië − Argentinië | 2 − 1   |
| 58  | Rosario           | 16 augustus 1975  | Copa América 1975                 | Argentinië − Brazilië | 0 − 1   |
| 59  | Buenos Aires      | 27 februari 1976  | Vriendschappelijk                 | Argentinië − Brazilië | 1 − 2   |
| 60  | Rio de Janeiro    | 19 mei 1976       | Vriendschappelijk                 | Brazilië − Argentinië | 2 − 0   |
| 61  | Rosario           | 18 juni 1978      | WK 1978                           | Argentinië − Brazilië | 0 − 0   |
| 62  | Rio de Janeiro    | 2 augustus 1979   | Copa América 1979                 | Brazilië − Argentinië | 2 − 1   |
| 63  | Buenos Aires      | 23 augustus 1979  | Copa América 1979                 | Argentinië − Brazilië | 2 − 2   |
| 64  | Montevideo        | 4 januari 1981    | Mundialito                        | Argentinië − Brazilië | 1 − 1   |
| 65  | Barcelona         | 2 juli 1982       | WK 1982                           | Brazilië − Argentinië | 3 − 1   |
| 66  | Buenos Aires      | 24 augustus 1983  | Copa América 1983                 | Argentinië − Brazilië | 1 − 0   |
| 67  | Rio de Janeiro    | 14 september 1983 | Copa América 1983                 | Argentinië − Brazilië | 0 − 0   |
| 68  | São Paulo         | 17 juni 1984      | Vriendschappelijk                 | Brazilië − Argentinië | 0 − 0   |
| 69  | Salvador          | 5 mei 1985        | Vriendschappelijk                 | Brazilië − Argentinië | 2 − 1   |
| 70  | Melbourne         | 10 juli 1988      | Vriendschappelijk                 | Argentinië − Brazilië | 0 − 0   |
| 71  | Rio de Janeiro    | 12 juli 1989      | Copa América 1989                 | Brazilië − Argentinië | 2 − 0   |
| 72  | Turijn            | 24 juni 1990      | WK 1990                           | Argentinië − Brazilië | 1 − 0   |
| 73  | Buenos Aires      | 27 maart 1991     | Vriendschappelijk                 | Argentinië − Brazilië | 3 − 3   |
| 74  | Curitiba          | 27 juni 1991      | Vriendschappelijk                 | Brazilië − Argentinië | 1 − 1   |
| 75  | Santiago          | 17 juli 1991      | Copa América 1991                 | Argentinië − Brazilië | 3 − 2   |
| 76  | Buenos Aires      | 18 februari 1993  | Vriendschappelijk                 | Argentinië − Brazilië | 1 − 1   |
| 77  | Guayaquil         | 27 juni 1993      | Copa América 1993                 | Argentinië − Brazilië | 1 − 1   |
| 78  | Recife            | 23 maart 1994     | Vriendschappelijk                 | Brazilië − Argentinië | 2 − 0   |
| 79  | Rivera            | 17 juli 1995      | Copa América 1995                 | Brazilië − Argentinië | 2 − 2   |
| 80  | Buenos Aires      | 8 november 1995   | Vriendschappelijk                 | Argentinië − Brazilië | 0 − 1   |
| 81  | Rio de Janeiro    | 29 april 1998     | Vriendschappelijk                 | Brazilië − Argentinië | 0 − 1   |
| 82  | Ciudad del Este   | 17 juli 1999      | Copa América 1999                 | Brazilië − Argentinië | 2 − 1   |
| 83  | Buenos Aires      | 4 september 1999  | Vriendschappelijk                 | Argentinië − Brazilië | 2 − 0   |
| 84  | Porto Alegre      | 7 september 1999  | Vriendschappelijk                 | Brazilië − Argentinië | 4 − 2   |
| 85  | São Paulo         | 26 juli 2000      | WK 2002 kwalificatie              | Brazilië − Argentinië | 3 − 1   |
| 86  | Buenos Aires      | 5 september 2001  | WK 2002 kwalificatie              | Argentinië − Brazilië | 2 − 1   |
| 87  | Belo Horizonte    | 2 juni 2004       | WK 2006 kwalificatie              | Brazilië − Argentinië | 3 − 1   |
| 88  | Lima              | 25 juli 2004      | Copa América 2004                 | Brazilië − Argentinië | 2 − 2   |
| 89  | Buenos Aires      | 8 juni 2005       | WK 2006 kwalificatie              | Argentinië − Brazilië | 3 − 1   |
| 90  | Frankfurt am Main | 29 juni 2005      | FIFA Confederations Cup 2005      | Brazilië − Argentinië | 4 − 1   |
| 91  | Londen            | 3 september 2006  | Vriendschappelijk                 | Brazilië − Argentinië | 3 − 0   |
| 92  | Maracaibo         | 15 juli 2007      | Copa América 2007                 | Brazilië − Argentinië | 3 − 0   |
| 93  | Belo Horizonte    | 18 juni 2008      | WK 2010 kwalificatie              | Brazilië − Argentinië | 0 − 0   |
| 94  | Rosario           | 6 september 2009  | WK 2010 kwalificatie              | Argentinië − Brazilië | 1 − 3   |
| 95  | Doha              | 17 november 2010  | Vriendschappelijk                 | Argentinië − Brazilië | 1 − 0   |
| 96  | Córdoba           | 14 september 2011 | Vriendschappelijk                 | Argentinië − Brazilië | 0 − 0   |
| 97  | Belém             | 28 september 2011 | Vriendschappelijk                 | Brazilië − Argentinië | 2 − 0   |
| 98  | East Rutherford   | 9 juni 2012       | Vriendschappelijk                 | Argentinië − Brazilië | 4 − 3   |
| 99  | Goiânia           | 19 september 2012 | Vriendschappelijk                 | Brazilië − Argentinië | 2 − 1   |
| 100 | Buenos Aires      | 21 november 2012  | Vriendschappelijk                 | Argentinië − Brazilië | 2 − 1   |
| 101 | Beijing           | 12 oktober 2014   | Vriendschappelijk                 | Brazilië − Argentinië | 2 − 0   |
| 102 | Buenos Aires      | 13 november 2015  | WK 2018 kwalificatie              | Argentinië − Brazilië | 1 − 1   |
| 103 | Belo Horizonte    | 10 november 2016  | WK 2018 kwalificatie              | Brazilië − Argentinië | 3 − 0   |
| 104 | Melbourne         | 9 juni 2017       | Vriendschappelijk                 | Brazilië − Argentinië | 0 − 1   |
| 105 | Jeddah            | 16 oktober 2018   | Vriendschappelijk                 | Brazilië − Argentinië | 1 − 0   |
| 106 | Belo Horizonte    | 2 juli 2019       | Copa América 2019                 | Brazilië − Argentinië | 2 − 0   |
| 107 | Riyad             | 15 november 2019  | Vriendschappelijk                 | Brazilië − Argentinië | 0 − 1   |
| 108 | Rio de Janeiro    | 10 juli 2021      | Copa América 2021                 | Argentinië − Brazilië | 1 − 0   |
| 109 | San Juan          | 16 november 2021  | WK 2022 kwalificatie              | Argentinië − Brazilië | 0 − 0   |
| 110 | Rio de Janeiro    | 21 november 2023  | WK 2026 kwalificatie              | Brazilië − Argentinië | 0 − 1   |
| 111 | Buenos Aires      | 25 maart 2025     | WK 2026 kwalificatie              | Argentinië − Brazilië | 4 − 1   |

## Samenvatting
| Competitie                          | Totaal gespeeld | Winst Argentinië | Gelijk | Winst Brazilië | Doelsaldo Argentinië – Brazilië |
| ----------------------------------- | --------------- | ---------------- | ------ | -------------- | ------------------------------- |
| WK-eindronde                        | 4               | 1                | 1      | 2              | 3 − 5                           |
| WK-kwalificatie                     | 11              | 4                | 3      | 4              | 14 − 16                         |
| FIFA Confederations Cup             | 1               | 0                | 0      | 1              | 1 − 4                           |
| Copa América                        | 33              | 15               | 8      | 10             | 52 − 40                         |
| Mundialito                          | 1               | 0                | 1      | 0              | 1 − 1                           |
| Pan-Amerikaans voetbalkampioenschap | 3               | 1                | 1      | 1              | 4 − 4                           |
| Vriendschappelijk                   | 58              | 22               | 12     | 24             | 96 − 97                         |
| Totaal                              | 111             | 43               | 26     | 42             | 171 − 167                       |

Wedstrijden bepaald door strafschoppen worden, in lijn met de FIFA, als een gelijkspel gerekend.

## Details

### Vierde ontmoeting
| Copa América 1917 (Montevideo, Uruguay, 3 oktober 1917):                                |       |                                   |
| Argentinië                                                                              | 4 – 2 | Brazilië                          |
| Pedro Calomino 15' Alberto Ohaco 56' (pen.) Alberto Ohaco 58' (pen.) Antonio Blanco 80' | goals | 8' Neco 39' (pen.) Silvio Lagreca |

### Vijfde ontmoeting
| Copa América 1919 (Rio de Janeiro, Brazilië, 18 mei 1919): |       |                      |
| Brazilië                                                   | 3 – 1 | Argentinië           |
| Héitor 22' Amílcar 57' Millón 77'                          | goals | 65' Carlos Izaguirre |

### 65ste ontmoeting
| WK 1982 (Barcelona, Spanje, 2 juli 1982):                                                            |              | |
| Brazilië                                                                                             | 3 – 1        | Argentinië |
| Zico 11' Serginho 66' Júnior 75'                                                                     | goals        | 89' Ramón Díaz |
| Telê Santana                                                                                         | bondscoach   | César Luis Menotti |
| Valdir Peres Leandro 82' Oscar Luizinho Júnior Toninho Cerezo Zico 84' Falcão Sócrates Serginho Éder | opstellingen | Ubaldo Fillol Jorge Olguin Luis Galvan Daniel Passarella Alberto Tarantini Juan Alberto Barbas Osvaldo Ardiles Diego Maradona 64' Daniel Bertoni Gabriel Calderón 46' Mario Kempes |
| Edevaldo 82' Batista 84'                                                                             | wissels      | 46' Ramón Díaz 64' Santiago Santamaria |
| Valdir Peres 77' Falcão 85'                                                                          | gele kaarten | 33' Daniel Passarella |
| | rode kaarten | 82' Diego Maradona |

### 87ste ontmoeting
| WK 2006 kwalificatie (Belo Horizonte, Brazilië, 2 juni 2004): |       |                      |
| Brazilië                                                      | 3 – 1 | Argentinië           |
| Ronaldo 16' (pen.) Ronaldo 67' (pen.) Ronaldo 90' (pen.)      | goals | 79' Juan Pablo Sorín |

### 90ste ontmoeting
| Finale FIFA Confederations Cup 2005 (Frankfurt, Duitsland, 29 juni 2005): |       |                 |
| Brazilië                                                                  | 4 – 1 | Argentinië      |
| Adriano 11' Kaká 16' Ronaldinho 47' Adriano 63'                           | goals | 65' Pablo Aimar |

### 103de ontmoeting
| WK 2018 kwalificatie (Belo Horizonte, Brazilië, 10 november 2016): |       |            |
| Brazilië                                                           | 3 – 0 | Argentinië |
| Philippe Coutinho 25' Neymar 45' Paulinho 58'                      | goals |            |

### 104de ontmoeting
| Vriendschappelijk (Melbourne, Australië, 9 juni 2017):                                                                                   |              | |
| Brazilië | 0 – 1        | Argentinië |
| | goals        | 45' Gabriel Mercado |
| Tite | bondscoach   | Jorge Sampaoli |
| Wéverton Gil Filipe Luís Fágner 73' Thiago Silva Paulinho 81' Fernandinho Philippe Coutinho Willian Renato Augusto 65' Gabriel Jesus 90' | opstellingen | Sergio Romero Jonatan Maidana 52' José Luis Gómez Nicolás Otamendi 75' Gabriel Mercado 90' Ángel Di María Lucas Biglia 81' Éver Banega 46' Gonzalo Higuaín 69' Paulo Dybala Lionel Messi |
| Douglas Costa 65' Rafinha 73' Giuliano 81' Taison 90'                                                                                    | wissels      | 46' Joaquín Correa 52' Nicolás Tagliafico 68' Guido Rodríguez 75' Emanuel Mammana 81' Manuel Lanzini 90' Marcos Acuña                                                                    |
| Paulinho 78' Rafinha 80' | gele kaarten | 30' Jonatan Maidana |
| - Eerste duel van Argentinië onder leiding van bondscoach Jorge Sampaoli.                                                                |              | |